# Volta al País Basc 2005
La Volta al País Basc 2005, 45a edició de la Volta al País Basc es disputà del 4 al 8 d'abril de 2005. La cursa era la cinquena prova de l'UCI ProTour 2005 i fou guanyada per l'italià Danilo Di Luca, vencedor d'una etapa.

## Resultats de les etapes
| Etapa      | Data      | Recorregut         | Km  | Vencedor d'etapa   | Líder de la general |
| ---------- | --------- | ------------------ | --- | ------------------ | ------------------- |
| 1a etapa   | 4 d'abril | Zarautz-Zarautz    | 133 | Danilo Di Luca     | Danilo Di Luca      |
| 2a etapa   | 5 d'abril | Zarautz-Trapagaran | 166 | David Moncoutié    | Aitor Osa           |
| 3a etapa   | 6 d'abril | Ortuella-Vitòria   | 176 | Alejandro Valverde | Aitor Osa           |
| 4a etapa   | 7 d'abril | Vitòria-Altsasu    | 166 | Alejandro Valverde | Aitor Osa           |
| 5a etapa A | 8 d'abril | Altsasu-Oñati      | 93  | Jens Voigt         | Aitor Osa           |
| 5a etapa B | 8 d'abril | Oñati-Oñati (CRI)  | 9,3 | Alberto Contador   | Danilo Di Luca      |

## Classificació general
| #  | Ciclista         | Equip                          | Temps       |
| -- | ---------------- | ------------------------------ | ----------- |
| 1  | Danilo Di Luca   | Liquigas-Bianchi               | 18h 13' 53" |
| 2  | Davide Rebellin  | Gerolsteiner                   | + 03"       |
| 3  | Alberto Contador | Liberty Seguros-Würth          | + 11"       |
| 4  | Aitor Osa        | Illes Balears-Caisse d'Epargne | + 14"       |
| 5  | Bobby Julich     | Team CSC                       | + 18"       |
| 6  | Óscar Pereiro    | Phonak                         | + 24"       |
| 7  | Michael Boogerd  | Rabobank                       | + 25"       |
| 8  | Michael Rogers   | Quick Step-Innergetic          | + 26"       |
| 9  | Damiano Cunego   | Lampre-Caffita                 | + 27"       |
| 10 | Ricardo Serrano  | Kaiku                          | + 29"       |

## Etapes

### 1a etapa
| Resultat de la 1a etapa | Resultat de la 1a etapa | Resultat de la 1a etapa | Resultat de la 1a etapa |
| #                       | Ciclista                | Equip                   | Temps                   |
| ----------------------- | ----------------------- | ----------------------- | ----------------------- |
| 1                       | Danilo Di Luca          | Liquigas-Bianchi        | 3h 10' 51"              |
| 2                       | M.A. Martín Perdiguero  | Phonak                  | m. t.                   |
| 3                       | Alejandro Valverde      | Illes Balears           | m. t.                   |

| Classificació general | Classificació general  | Classificació general | Classificació general |
| #                     | Ciclista               | Equip                 | Temps                 |
| --------------------- | ---------------------- | --------------------- | --------------------- |
| 1                     | Danilo Di Luca         | Liquigas-Bianchi      | 3h 10' 51"            |
| 2                     | M.A. Martín Perdiguero | Phonak                | m. t.                 |
| 3                     | Alejandro Valverde     | Illes Balears         | m. t.                 |

### 2a etapa
| Resultat de la 2a etapa | Resultat de la 2a etapa | Resultat de la 2a etapa | Resultat de la 2a etapa |
| #                       | Ciclista                | Equip                   | Temps                   |
| ----------------------- | ----------------------- | ----------------------- | ----------------------- |
| 1                       | David Moncoutié         | Cofidis                 | 3h 52' 56"              |
| 2                       | Aitor Osa               | Illes Balears           | + 01"                   |
| 3                       | Davide Rebellin         | Gerolsteiner            | + 3"                    |

| Classificació general | Classificació general | Classificació general | Classificació general |
| #                     | Ciclista              | Equip                 | Temps                 |
| --------------------- | --------------------- | --------------------- | --------------------- |
| 1                     | Aitor Osa             | Illes Balears         | 7h 03' 48"            |
| 2                     | Danilo Di Luca        | Liquigas-Bianchi      | + 2"                  |
| 3                     | Patrice Halgand       | Credit Agricole       | m. t.                 |

### 3a etapa
| Resultat de la 3a etapa | Resultat de la 3a etapa | Resultat de la 3a etapa | Resultat de la 3a etapa |
| #                       | Ciclista                | Equip                   | Temps                   |
| ----------------------- | ----------------------- | ----------------------- | ----------------------- |
| 1                       | Alejandro Valverde      | Illes Balears           | 4h 19' 09"              |
| 2                       | Giovanni Lombardi       | Team CSC                | m. t.                   |
| 3                       | Björn Leukemans         | Davitamon-Lotto         | m. t.                   |

| Classificació general | Classificació general | Classificació general | Classificació general |
| #                     | Ciclista              | Equip                 | Temps                 |
| --------------------- | --------------------- | --------------------- | --------------------- |
| 1                     | Aitor Osa             | Illes Balears         | 11h 22' 57"           |
| 2                     | Danilo Di Luca        | Liquigas-Bianchi      | + 2"                  |
| 3                     | Patrice Halgand       | Credit Agricole       | m. t.                 |

### 4a etapa
| Resultat de la 4a etapa | Resultat de la 4a etapa | Resultat de la 4a etapa | Resultat de la 4a etapa |
| #                       | Ciclista                | Equip                   | Temps                   |
| ----------------------- | ----------------------- | ----------------------- | ----------------------- |
| 1                       | Alejandro Valverde      | Illes Balears           | 4h 19' 09"              |
| 2                       | Danilo Di Luca          | Liquigas-Bianchi        | m. t.                   |
| 3                       | M.A. Martín Perdiguero  | Phonak                  | m. t.                   |

| Classificació general | Classificació general | Classificació general | Classificació general |
| #                     | Ciclista              | Equip                 | Temps                 |
| --------------------- | --------------------- | --------------------- | --------------------- |
| 1                     | Aitor Osa             | Illes Balears         | 15h 35' 01"           |
| 2                     | Danilo Di Luca        | Liquigas-Bianchi      | + 2"                  |
| 3                     | Patrice Halgand       | Credit Agricole       | m. t.                 |

### 5a etapa A
| Resultat de la 5a etapa | Resultat de la 5a etapa | Resultat de la 5a etapa | Resultat de la 5a etapa |
| #                       | Ciclista                | Equip                   | Temps                   |
| ----------------------- | ----------------------- | ----------------------- | ----------------------- |
| 1                       | Jens Voigt              | Team CSC                | 2h 23' 24"              |
| 2                       | David Blanco            | Comunitat Valenciana    | + 1' 15"                |
| 3                       | Danilo Di Luca          | Liquigas-Bianchi        | + 1' 34"                |

| Classificació general | Classificació general | Classificació general | Classificació general |
| #                     | Ciclista              | Equip                 | Temps                 |
| --------------------- | --------------------- | --------------------- | --------------------- |
| 1                     | Aitor Osa             | Illes Balears         | 18h 00' 00"           |
| 2                     | Danilo Di Luca        | Liquigas-Bianchi      | + 1"                  |
| 3                     | Davide Rebellin       | Gerolsteiner          | + 1' 20"              |

### 5a etapa B
| Resultat de la 6a etapa | Resultat de la 6a etapa | Resultat de la 6a etapa | Resultat de la 6a etapa |
| #                       | Ciclista                | Equip                   | Temps                   |
| ----------------------- | ----------------------- | ----------------------- | ----------------------- |
| 1                       | Alberto Contador        | Liberty Seguros-Würth   | 13' 43"                 |
| 2                       | Bobby Julich            | Team CSC                | + 5"                    |
| 3                       | Davide Rebellin         | Gerolsteiner            | + 8"                    |